# Aristip iz Cirene
Aristip iz Cirene (435. – 356. pr. Kr.) bio je grčki filozof, Sokratov učenik i osnivač Cirenske škole.